# あにスタ
あにスタ（あにスタ -Anichara STYLE-）は、株式会社山和エンターテイメントが2012年7月1日にサービスを開始した、コスプレイヤーを対象とした動画によるソーシャル・ネットワーキング・サービス（SNS）である。2016年12月15日15時を以て終了することが発表された。

## 概要
動画を投稿しユーザー同士で楽しむことが出来るコスプレイヤーのためのモバイル専用SNSサイトである。無料で会員登録でき、有料オプションも存在していた。

## 機能
動画投稿とSNS機能を通じて、コスプレを趣味とする仲間との交流やイベントスケジュール管理、コミュニティ機能のほか、コスプレ関連ニュースの配信、公式コスプレイベントの参加者募集などを実装した。
コスプレに特化した"コスプレ動画"と、20秒のショート動画を投稿する"ヒトコト動画"の2種類の動画投稿機能を持つ。また、写真を動画に変換するピクムビなどの機能もある。

### コンテスト
期間でテーマを決めて動画を募集、投票で順位を決定した。投票できるのは会員のみである。

### コスプレニュース
コスプレに関連する事柄のニュースを配信する。

## 主なイベント
- 2013年
  - 4月：webライトノベル「モモキュンソード-星と黄金の太刀-」コスプレコラボカフェを秋葉原で開催。
  - 4月 - 5月：「スナイパイ72」（NET）ニコニコ超会議2公式コスプレイヤーを派遣。
  - 5月 - 8月：世界コスプレサミット（WCS）のオフィシャルパートナーとしてWeb予選を担当。名古屋でのWCS本選でコスプレイベントステージを開催。
  - 8月：「モモキュンソード 雪と白銀の少女」コミックマーケット公式コスプレイヤーを派遣。
  - 9月：月刊ASUKA連載「ZONE-00」コスプレフォトコンテストを開催。
  - 10月：埼玉・アニ玉祭のコスプレイベント支援。
  - 12月：「モモキュンソード 雪と白銀の少女」コミックマーケット公式コスプレイヤーを派遣。※2回目
- 2014年
  - 1月 ：「すーぱーそに子」コスプレフォトコンテスト開催。
  - 3月：アニメジャパン2014　「アニメキャラクター列島JAPAN」「モモキュンソード」各ブースに公式コスプレイヤーを派遣。
  - 6月：池袋シネマチ祭 アニ玉祭PRステージにてコスプレショーの開催。